# 1977 (canción)
"1977" es una canción del grupo punk The Clash escrita en 1977. Se encuentra en la cara B del sencillo White Riot. La canción está influenciada por el disco Two Sevens Clash del grupo de reggae Culture sobre las predicciones de un gran caos el 7 de julio de 1977. Usa una imagen apocalíptica, llena de desempleados y disturbios. La línea del coro "No Elvis, Beatles, or The Rolling Stones in 1977/ No más Elvis, Beatles o Rolling Stones en 1977", nos trasmite el mensaje de que el rock antiguo ya perdió su relevancia ante la ola punk. Al final de la canción se nombra año por año desde 1977 hasta 1984, año inferido de la novela de George Orwell, donde termina abruptamente..